# Landkreis Südwestpfalz
Landkreis Südwestpfalz är ett distrikt (Landkreis) i sydvästra delen av det tyska förbundslandet Rheinland-Pfalz. Den distriktfria staden Pirmasens är helt omsluten av distriktet.
1. ↑  hämtat från: tyskspråkiga Wikipedia.[källa från Wikidata]